# Mateo Jaika
Víctor Enríquez Saavedra (Puno, 1900-Arequipa, 1977) fue un escritor puneño, quien escribió bajo el seudónimo de Mateo Jaika. Destacó como uno de los escritores que integró el grupo intelectual Orkopata, liderado por Gamaniel Churata.

## Biografía
Nacido el 24 de mayo, fue huérfano a muy temprana edad, criado por su abuela, quien desde pequeño le relataba historias de santos y vírgenes. Dicha influencia familiar marcó su interés por el relato y la prosa.  
Gamaniel Churata formó parte del Grupo Orkopata en 1965, este fue un grupo de intelectuales indigenistas que para entonces marcaban la vanguardia en la literatura indigenista de Puno, quienes se reunían ante la falta de universidades en aquella época. Mateo Jaika era de los que estudiaban y profundizaban en compartir el conocimiento de la realidad regional, plasmando su sentido contestatario y de denuncia de las condiciones de explotación a los que se veían sometidos, así como la reivindicación de su cultura y el valor de los pueblos originarios a través de sus obras literarias.
En su infancia asistió a la escuelita número 881. Durante su adolescencia no logró continuar sus estudios, y se volvió autodidacta. Se dedicó durante muchos años de su vida a la tipografía. Sus primeras colaboraciones vieron la luz en 1928 en el Boletín Titikaka. Según el docente universitario y editor José Luis Velázquez, el responsable del descubrimiento de Mateo Jaika fue el escritor indigenista Alejandro Peralta, y José Carlos Mariátegui, el artífice de su incursión al círculo literario.
Jaika también se destacó en el arte del grabado, José Luis Ayala asegura que, fue uno de los artistas xilógrafos más virtuosos de Puno, ilustrando los poemarios de Enrique Ancieta y Emilio Vásquez, así como los grabados que realizó para ilustrar uno de los primeros libros ilustrados para niños en el Perú, "Niños del Kollao", de José Portugal Catacora.
Como dice Feliciano Padilla, Mateo Jaika expresaba en sus obras la sensibilidad indigenista, atravesando la tragedia del indio como un sujeto excluido de la sociedad peruana, describe bien el sufrimiento y las penas que reconocía en su pueblo, y  destacaba en cada uno de sus escritos los valores de la cultura indígena, en sus narraciones siempre ponía en valor personajes como: indios pescadores, agricultores y productores, quienes sienten un profundo respeto y orgullo por sus costumbres y su tradición.
Estuvo casado con Emilia Pastén Oblitas, quien era natural de Charazani, Bolivia. Tuvo siete hijos a quienes nombró como Margarita, Trinidad, Sonia, Mario, Nora, Diana y Zelma. En la década del 60 se muda a Arequipa, después de varios años trabajando como escribano en el Poder Judicial de Puno. Falleció en la misma ciudad en el año 1977.

## Obras
En el artículo escrito por Rodolfo Sánchez Garrafa, se advierte que las narraciones tales como Jallupacha, El qhopo Ipuku, Allqamari, Sirwisiña, Soy un viejo balsero, Wiñaymarka, La Chola Clara, entre otros relatos, existe la presencia de un romanticismo adherido al indigenismo en la obra de Jaika, es precisamente, una característica que evoca emociones y anhelos de vida. Es tan fuerte es este romanticismo, en el que el escritor se reconoce en sus personajes o hace que éstos se realicen cuando no sucumben, a pesar de las adversidades debido al coraje y animo de salir adelante.
Su obra no fue publicada de manera compilatoria si no hasta el año 2015 a través de una antología elaborada y recopilada por José Luis Ayala, por la Universidad Nacional del Altiplano. Sin embargo, sus primeras obras fueron publicadas por el Boletín Titikaka en 1928 y 1929: Un indio y Sirena encantada y El Ajjachiri. En 1928, la Revista Amauta publicó, bajo el título Relatos Aymaras sus cuentos: Los jawqas, Las Chusiqas y La Imilla.Gran parte de su obra estuvo a punto de perderse, y hubo algunas narraciones que no llegaron a ver la luz. 
Entre sus publicaciones más notables se encuentran: 
- Su novela El Qolla(2015) en Mateo Jaika, narrativa completa,[7] fue preparada por José Luis Ayala y publicada por la Universidad Nacional del Altiplano, en su prestigiada Biblioteca Puneña.
- En 1969, pública una antología de cuentos, el cual nombra como Kancharani. Cuentos Qollas lo pública en Lima con prólogos de Estuardo Nuñez y Arturo Peralta. El libro esta compuesto por un total de 26 narraciones y con hermosas xilografías de Carlos Rubina, Joaquín Chávez, Gustavo Zegarra Villar, Amadeo Landaeta, Florentino Sosa y Carlos More.[8]

## Premios y reconocimientos
A lo largo de su trayectoria se ha destacado por su compromiso con la literatura andina, el cuento y la novela, en donde Jaika logra destacar todas las bondades andinas e indigenistas del Altiplano 
- En 1965 participó en el I Encuentro de Narradores del Perú, en Arequipa, junto a Ciro Alegría, José María Arguedas y Salazar Bondy.
- En 1977, poco antes de su fallecimiento, Mateo Jaika formó parte de la fundación del Instituto de Cultura Inca.